# Pisaj
Pisaj (ili Evil) je tajlandski horor iz 2004. godine, kojeg je režirao Mae-deaw Chukiatsakwirakul.

## Radnja
Nakon što su joj roditelji ubijeni (u pucnjavi iz auta), mlada djevojka po imenu Oui gubi svoj dom. Potom, ona odlazi do tiskarske kuće (tvrtke) koju vodi njena tetka Bua, koja joj daje u zadatak da se brine o njenom unuku - mladom dječaku zvanom Arm, dječaku koji vidi duhove.
Oui pati od halucinacija, koje su uzrokovane traumom koju je doživjela kada je vidjela kako joj roditelji bivaju ubijeni, te upravo zbog istih pije lijekove. Također, njena tetka Bua je upletena u nekakvu vrstu misticizma, uz čega još drži i čudni oltar unutar kuće.
Uz činjenicu da je pod-radnja filma rat protiv droge ministra Thaksina Shinawatre, mnoge niti u ovoj neobičnoj priči o duhovima su nekako povezane.

## Glavne uloge
- Ammara Assawanon kao tetka Bua
- Alexander Rendel kao Arm
- Pumwaree Yodkamol kao Oui
- Theeranai Suwanhom kao Mai

## Vanjske poveznice
- Pisaj u internetskoj bazi filmova IMDb-a
- Radnja i fotografije filma (na tajlandskom)
- Radnja  Arhivirana inačica izvorne stranice od 26. rujna 2007. (Wayback Machine) na MovieSeer.com